# Sclerodermus macrogaster
Sclerodermus macrogaster (лат.) — вид мелких ос рода Sclerodermus из семейства Bethylidae, внешне сходных с муравьями.

## Распространение
Северная Америка: США.

## Описание
Мелкие осы длиной около 3 мм. От близких видов отличаются следующими признаками: наличник очень короткий и усечённый, вершинный край при взгляде спереди медиально загнут вверх. Антенна толстая, педицель длинный, первые четыре членика в соотношении около 17:6:2:2, членики жгутика шире своей длины, кроме последнего. Глаз с редкими щетинками. Глазки отсутствуют. Лоб почти полированный, пунктировка очень редкая и незаметная. Темя почти прямое. Бока головы слегка загнуты наружу. Среднеспинка в 1,1 раза шире своей длины. Метапектально-проподеальный диск почти квадратной формы, сбоку субпараллелен, основание лишь слегка сужено, без метапостнотального срединного и заднего поперечного валиков. Микроптерные формы самок: крыло немного длиннее тегулы, жилки отсутствуют. Брюшко толстое, его длина составляет 0,58 длины тела, вершинный край IV–VI стернитов заметно двувыемчатый. Макроптерные формы самок: наличник очень короткий, срединная лопасть субтрапециевидная, вершинный край слабо загнут. Глазковый треугольник близок к вершинному гребню, передний угол слабо тупой. Темя и бока головы слегка загнуты наружу. Нотаули слабо вдавлены, прямые, сзади неполные, параллельные. Парапсидальный сигнум короткий. Метапектально-проподеальный диск почти квадратный, сбоку субпараллельный, без метапостнотального срединного киля и заднего поперечного киля. Коготки раздвоены, зубцы очень мелкие. Переднее крыло тонкое, с одной закрытой радиальной ячейкой, жилки C и 2r-rs&Rs отсутствуют, птеростигма мелкая, анальная жилка дистально туманна, жилка Cu полностью затемнена.
Самки имеют жало, оцеллии отсутствуют. У самцов есть крылья. Основная окраска тела коричневая, внешне похожи на муравьёв. Глаза расположены в передней части головы у переднего края. Усики 11-члениковые. Максиллярные щупики 5-члениковые, лабиальные из 3 члеников, мандибулы с 2 апикальными зубцами.

## Систематика
Вид был впервые описан в 1887 году американским энтомологом William Harris Ashmead. Относится к роду Sclerodermus и трибе Sclerodermini, которую ранее включали в подсемейство Epyrinae (в широком таксономическом объёме), а с 2013 года (Alencar & Azevedo, 2013) выделяют в самостоятельное подсемейство Scleroderminae.